# Dr. Mabuse
Dr. Mabuse ist eine 1920 von dem Luxemburger Schriftsteller Norbert Jacques (1880–1954) erfundene literarische Figur eines Superverbrechers, die auch in mehreren Verfilmungen auftritt.

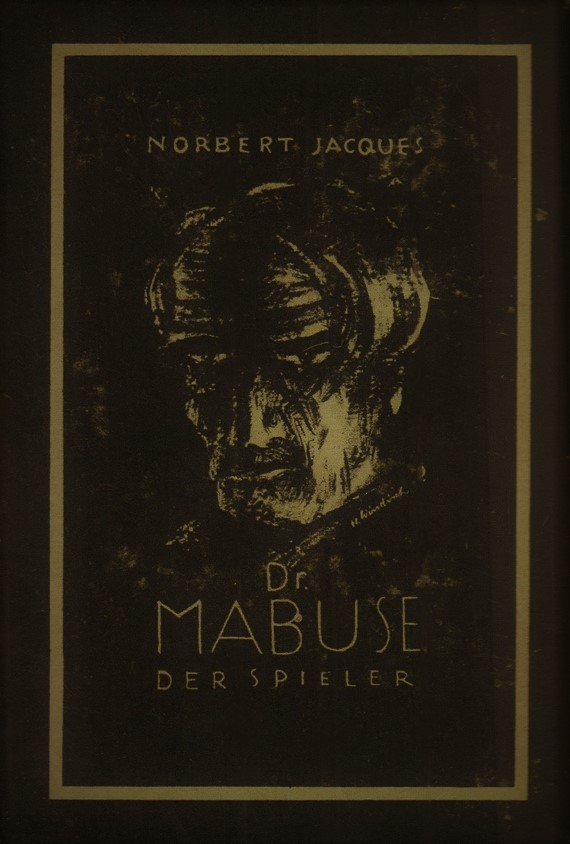
Dr. Mabuse von Norbert Jacques.

## Die „Geburt“ des Dr. Mabuse
Die Figur des Dr. Mabuse nahm Gestalt an, als der luxemburgische Schriftsteller Norbert Jacques nach dem Ersten Weltkrieg auf einer Fähre über den Bodensee nach Konstanz setzte. Zu dieser Zeit war die Gegend um den Bodensee, wo der Autor gleichzeitig wohnte (u. a. Bad Diezlings), ein belebter Umschlagplatz für den in höchster Blüte stehenden Schwarzhandel. Der Autor beobachtete einen Mitpassagier, dessen Statur und Gesicht ihn inspirierten. Im Geiste machte er dann aus dem beobachteten kleinen Schieber mit der berührenden Ausstrahlung einen genialen Großverbrecher, um dessen Gestalt herum er dann den Roman Dr. Mabuse, der Spieler anlegte. Nach der Rückkehr aus Konstanz schrieb er in seinem damaligen Wohnsitz in Bad Diezlings in einer Gastwirtschaft innerhalb von zwanzig Tagen den ersten Mabuse-Roman.

## Die ersten beiden Romane und ihre Verfilmungen

### Dr. Mabuse, der Spieler
1921 erschien der erste Roman mit der zentralen Figur Dr. Mabuse, einem Genie, das mit seiner Energie und Genialität Verbrechen begeht. Dieser ist von Beruf Psychoanalytiker, ein Verbrechergenie mit hypnotischen Fähigkeiten und ein Mann mit tausend Gesichtern.
Seine Fähigkeiten der Verkleidung und der Beeinflussung anderer Personen nutzt Mabuse aus, um sich auch in der High Society frei bewegen zu können. Der Roman nutzt Mabuse, um dem Leser den „schmutzigen Unterleib“ der Weimarer Republik vor Augen zu führen. In den Augen des Verfassers und seines Protagonisten ist Europa verrottet bis auf den Kern, erfüllt vom Leichengestank des vorangegangenen Krieges und bevölkert von Aasgeiern in Frack und Zylinder.
Der Traum der Romanfigur Dr. Mabuse ist die Schaffung einer neuen Gesellschaft, frei von Korruption und Fäulnis. Er plant eine utopische Kolonie in Brasilien namens Eitopomar, die er mit den Früchten seiner Verbrechen auf die Beine stellen möchte. Eine spätere Fortsetzung, Mabuses Kolonie, blieb unvollendet.
Sein Gegenspieler, der Staatsanwalt von Wenk, versucht Mabuse das Handwerk zu legen, doch dieser kann immer wieder entkommen; einmal kommt dabei sogar ein Automobil zum Einsatz, das sich durch „ein paar Hebelgriffe“ in ein Motorboot verwandelt. Im Roman ist der Schurke der wahre Held und nicht der Gesetzeshüter – ganz im Gegensatz zu den späteren Fortsetzungen. Im gleichnamigen Film bleibt diese Dimension ausgespart: Dort ist Mabuse ein skrupelloser Bösewicht, der geradezu wahnsinnig nach Macht strebt.
Der Roman wurde ein großer Publikumserfolg und 1922 von Fritz Lang verfilmt, der damit seinen Durchbruch hatte und später zu einem der Starregisseure des Landes aufsteigen sollte. Seine Frau, die Schauspielerin und Drehbuchautorin Thea von Harbou, schrieb nach Jacques’ Roman das Drehbuch für den ersten Teil des Stummfilms. Zwar wurde Dr. Mabuse, der Spieler – wie auch der Roman – wegen reißerischer Elemente gerügt, doch konnte dies seinem internationalen Erfolg keinen Abbruch tun.
Lang legte so viel Wert auf die Verkleidungsszenen Mabuses, dass manche sich fragten, woher dieser noch die Zeit nehme, sich um seine Verbrecherorganisation zu kümmern. Die Sequenz, die Mabuses hypnotische Macht illustriert, indem seine weit aufgerissenen Augen ins Zentrum der Nahaufnahme rücken, bot einem Kritiker Anlass zum Spott: „Neuer deutscher Rekord – 2,75 m!“

### Das Testament des Dr. Mabuse
Auch in Jacques utopischem Roman Ingenieur Mars von 1923, der mit einer Atlantik-Überquerung des Ingenieurs mittels eines senkrecht startenden Flugzeuges beginnt, agiert im Hintergrund ein Dr. Mabuse.
Nachdem die erste Fortsetzung, Mabuses Kolonie, 1930 Fragment blieb, ließ sich Norbert Jacques schließlich von Fritz Lang dazu anregen, Das Testament des Dr. Mabuse zu schreiben, welches er 1932 fertigstellte. Der Roman diente wiederum als Vorlage für Thea von Harbou und Fritz Lang, blieb jedoch vorerst unveröffentlicht, da Lang dem Autor eine Beteiligung an den Tantiemen des Films zugesagt hatte. 1933 erschien der Tonfilm Das Testament des Dr. Mabuse.
In diesem Film sitzt Mabuse als Wahnsinniger in einer psychiatrischen Klinik, der unentwegt an einem „Testament“ schreibt, in dem er Anweisungen für Verbrechen und zur Errichtung einer umfassenden „Herrschaft des Verbrechens“ gibt. Diese Anweisungen werden auf geheimnisvolle Weise von einer Verbrecherorganisation ausgeführt, obwohl die Manuskripte unveröffentlicht in der Klinik bleiben. Kommissar Lohmann (der schon in M aufgetreten war) versucht, die Bande dingfest zu machen, scheitert aber an deren perfekter und professionell agierender Organisationsstruktur. Obwohl er immer wieder auf die Spur der Klinik geführt wird, durchschaut Lohmann zunächst auch nicht, welche Rolle der machtlos scheinende Mabuse spielt.
Die Verwirrung steigert sich, als Mabuse plötzlich verstirbt. Aber es ist ihm gelungen, seinen Willen auf den Geist des Leiters der Irrenanstalt, Professor Baum, zu übertragen. Nun führt dieser die verbrecherischen Anweisungen Mabuses aus. Als die Organisation zum ultimativen Schlag ausholt und eine chemische Fabrik in die Luft jagen will, kann die Polizei dies im letzten Augenblick verhindern. Am Tatort ist auch Baum. Nach einer surrealistischen Autoverfolgungsjagd flieht Baum in seine eigene Anstalt, in der er nun, vollends dem Wahnsinn verfallen, selbst als Patient einbehalten wird. Am Ende sieht man ihn in einer Zelle sitzend, wie er im Zustand völliger Umnachtung Manuskriptseiten zerreißt.
Die deutlichen Anspielungen auf die Terrormethoden der Nazis und auf Adolf Hitler, der Mein Kampf ebenfalls in Gefangenschaft verfasste, war den Nazis nicht entgangen, und der Film wurde im Dritten Reich verboten. Es gelang jedoch, Kopien ins Ausland zu schmuggeln. Jahrelang war nur eine stark gekürzte Fassung des Films im Umlauf. Erst seit Ende 1973 steht wieder eine rekonstruierte Fassung zur Verfügung.

### Schauspieler der ersten beiden Filme
In beiden Filmen spielte der deutsche Schauspieler Rudolf Klein-Rogge die Titelrolle. Unterstützt wurde er dabei im ersten Film von Aud Egede-Nissen, Alfred Abel, Bernhard Goetzke und, als Kuriosität in einer kleinen Nebenrolle, von Gottfried Huppertz (Komponist, u. a. vom Karl-May-Film Durch die Wüste von 1936). In Das Testament des Dr. Mabuse traten u. a. Otto Wernicke, Paul Henckels und Theo Lingen auf.

## Spätere Verfilmungen
1953 verkaufte Norbert Jacques die Rechte an der Figur des Dr. Mabuse an die Berliner CCC-Film. Gleichzeitig mit den Edgar-Wallace-Filmen der 1960er-Jahre wurde auch Doktor Mabuse wieder für den Film entdeckt. Von 1960 bis 1964 entstanden sechs neue Schwarzweiß-Mabuse-Filme, die aber nur noch Wert auf den Kriminalaspekt legten und kaum noch sozialkritische Aspekte aufwiesen.
Eine Ausnahme bildete der erste Film dieser neuen Reihe, Die 1000 Augen des Dr. Mabuse (1960), bei dem nochmals Fritz Lang Regie führte, der aber trotzdem als schwächer angesehen wird als seine beiden Vorgänger. Die Handlung des Films geht auf den Esperanto-Roman Mr. Tot aĉetas mil okulojn des schlesischen Autors Jean Forge zurück.
Diesem Film folgten:
- Im Stahlnetz des Dr. Mabuse (1961)

Regie: Harald Reinl; mit Gert Fröbe, Lex Barker, Daliah Lavi
- Die unsichtbaren Krallen des Dr. Mabuse (1962)

Regie: Harald Reinl; mit Lex Barker, Karin Dor, Siegfried Lowitz
- Das Testament des Dr. Mabuse (1962)

Regie: Werner Klingler; mit Gert Fröbe, Senta Berger, Helmut Schmid
- Scotland Yard jagt Dr. Mabuse (1963)

Regie: Paul May; mit Peter van Eyck, Werner Peters, Sabine Bethmann, Klaus Kinski
- Die Todesstrahlen des Dr. Mabuse (1964)

Regie: Hugo Fregonese; mit Peter van Eyck, O. E. Hasse, Yvonne Furneaux
Wiederum wurden die Filme durch bekannte nationale und internationale Darsteller bereichert, darunter Lex Barker, Gert Fröbe, Rudolf Forster, Peter van Eyck, Wolfgang Völz, Werner Peters, Rudolf Fernau, Siegfried Lowitz, Karin Dor, Daliah Lavi, Klaus Kinski, O. E. Hasse, Leon Askin und nicht zuletzt Wolfgang Preiss, der in allen sechs Filmen der 60er Jahre als Dr. Mabuse in den Stabangaben stand, im fünften jedoch nur in Archivaufnahmen erschien und im sechsten nicht mitspielte.
Nach dem offiziellen Ende der Mabuse-Reihe von CCC folgten noch weitere Filme, die im "Mabuse-Universum" angesiedelt sind:
- Die sieben Männer der Sumuru  (1969) von Jess Franco (basiert auf Motiven des Roman-Fragments "Mabuses Kolonie" sowie auf Teilen des Original-Romans die nicht im 1. Spielfilm vorkamen)[3]
- Die lebenden Leichen des Dr. Mabuse (1969) von Gordon Hessler (basiert auf dem Roman "The Disorientated Man" von Peter Saxon, der wiederum Motive aus "Mabuses Kolonie" aufgreift. Fritz Lang lobte diesen Film)[4]

- Dr. M schlägt zu (1972) unter der Regie von Jess Franco (basiert auf Motiven des Romans "Chemiker Null", wurde aber in einem Lizenz-Prozess 1995 gerichtlich nicht als Mabuse-Film gewertet)[5]
- Dr. M (Docteur M, 1990) unter der Regie von Claude Chabrol (als Hommage an Dr. Mabuse)

darüber hinaus enthält der Film "Lucky M füllt alle Särge" Motive aus dem satirischen Essay "Mabuse auf dem Presseball" von N. Jacques.
In Das Geheimnis der grünen Hornisse (1974), einem fürs Kino erstellten Zusammenschnitt mehrere Episoden der US-amerikanischen Fernsehserie The Green Hornet (1966–1967), wurde die Figur erwähnt. Zu einem Auftritt kam es zudem in der letzten Folge der österreichischen Fernsehserie Kottan ermittelt (1984).
2013 wurde in den USA ein weiterer Film „Doctor Mabuse“ unter der Regie von Ansel Faraj mit Jerry Lacy als Dr. Mabuse und Nathan Wilson als Inspektor Lohmann gedreht. 2014 folgte eine Fortsetzung „Doctor Mabuse: Etiopomar“ [sic!]. Beide Filme wurden bislang nicht in Deutschland veröffentlicht.

## Hörspiele
Die Romane Dr. Mabuse, der Spieler und Das Testament des Dr. Mabuse wurden 1997 und 1999 als Hörspiele vom Westdeutschen Rundfunk produziert. In der Titelrolle waren Ulrich Wildgruber (Spieler) und Otto Sander (Testament) zu hören, ferner wirkten Dieter Mann (Erzähler) und Rolf Becker (Wenk) bzw. Hermann Treusch (Baum) und Gunter Schoß (Lohmann) mit. Regie bei den von Michael Farin (bei Spieler zusammen mit Hans Schmid) bearbeiteten Hörspielen führten Annette Kurth und Thomas Werner. Die Musik für Dr. Mabuse, der Spieler steuerte der bekannte Stummfilmpianist Willy Sommerfeld bei.

## Rezeption
„Dr. med. Mabuse“ ist der Titel einer seit Jahrzehnten bestehenden kritischen Zeitschrift im Gesundheitswesen, sie erscheint im Mabuse-Verlag.
1983 trat eine Figur mit dem Dr.-Mabuse-Anagramm Dr. Buesam in einer Folge der österreichischen Fernsehserie Kottan ermittelt auf.
In einer Episode der Fernsehserie Green Hornet gab es die Figur eines Dr. Mabuse.
Es existieren diverse Lieder oder Kompositionen mit dem Titel Dr. Mabuse bzw. Doktor Mabuse oder Mabuse:
- 1984: Dr. Mabuse von der Gruppe Propaganda
- 1994 von der Gruppe Blue System (Dieter Bohlen)
- 1999 von Ran Blake
- 2007 von der Gruppe Locas in Love
- 2010 von der Gruppe Die Krupps

Band 55 der Jugendbuch-Reihe „TKKG“ von Stefan Wolf trägt den Titel Im Schattenreich des Dr. Mubase (Hörspiel-Folge Nr. 74). Darin decken die vier Juniordetektive die kriminellen Machenschaften des Dr. Mubase in seiner eigenen Privatklinik auf.
1985 veröffentlichte José María Beroy einen Dr. Mabuse-Comic in Spanien. Dieser erschien Ende der achtziger Jahre zunächst in der Reihe Schwermetall und dann als eigenes Album „Schwermetall präsentiert 20: Dr. Mabuse“.
In den Jahren 2000 und 2001 erschien bei Carlsen die Comic-Reihe Mabuse („frei nach Motiven des Romans von Norbert Jacques“) des Autorenteams Kreitz, Breitschuh und Dinter in sechs Folgen sowie einen Prolog. Die Handlung wurde ins Jahr 1998 verlegt (u. a. wird das Eisenbahnunglück von Eschede thematisiert), Haupthandlungsorte sind Hamburg sowie verschiedene fiktive Orte in Norddeutschland. Kern der Erzählung ist der Zweikampf zwischen dem Hamburger Staatsanwalt Georg Lohmann und dem seit Jahrzehnten tot geglaubten Dr. Mabuse. Dieser erscheint als Phantom, welches sich mit hypnotischen Kräften anderer Menschen bemächtigt. Sein Ziel ist, in den Besitz eines medizinischen Experiments zu kommen, um wieder menschliche Gestalt annehmen zu können. Jeder Band enthält daneben eine kurze Einleitung zu Ursprung und Entstehung des Mabuse-Stoffes, zu dessen Einordnung in den historischen Rahmen und zur Rezeptionsgeschichte (Filme).
2003 lässt Frank Göhre in seinem Kurzkrimi Die toten Augen vom Elbstrand Dr. Mabuse unter dem Pseudonym Dr. M.A. Buse wiederauferstehen, sein Unwesen treiben und schlussendlich sterben.
2018 wurde in der Hörspielreihe Professor van Dusen ein Antagonist namens Dr. Raguse eingeführt (Folge Professor van Dusen in der Totenvilla).
2022 veröffentlichte die Musikgruppe Welle: Erdball das Album Film, Funk & Fernsehen, in dem der Titel Dr. Mabuse enthalten ist. Das Stück beginnt mit einem Auszug aus dem Film von Harald Reinl aus dem Jahr 1961.

## Diskografie
- Kriminalfilmmusik No. 4 mit Musik aus den Mabuse-Filmen der 1960er-Jahre
2000, BSC Music, Prudence 398.6560.2